# Pierre Vimont
Pierre Vimont (15 de juny de 1945) és un diplomàtic europeu de nacionalitat francesa que actualment exerceix el càrrec de  Secretari General executiu del nou cos diplomàtic de la Unió Europea, el Servei Europeu d'Acció Exterior (SEAE), des del seu nomenament pel  Consell d'Afers Exteriors a proposta de l'Alta representant, Catherine Ashton, el 25 d'octubre de 2010.
Llicenciat en Dret, diplomat pel cèlebre Institut d'Estudis Polítics de París (Sciences Po) i graduat a l'Escola Nacional d'Administració francesa, Pierre Vimont és especialista en assumptes de seguretat atlàntica. Com a diplomàtic al  Quai d'Orsay, va estar destacat en les ambaixades de França en Gran Bretanya (1977-1981), davant la Unió Europea ( Representació permanent) en dues ocasions i, finalment, als Estats Units com a ambaixador des de 2007. Va ocupar diversos llocs de responsabilitat tècnica i política al Ministeri d'Exteriors de França.
A més a més del francès, la seva llengua materna, Pierre Vimont domina l'anglès i el castellà.